# Liste der Baudenkmäler in Augsburg-Oberhausen-Nord
In der Liste der Baudenkmäler in Oberhausen-Nord sind die Baudenkmäler im Augsburger Stadtbezirk Oberhausen-Nord im
Planungsraum Oberhausen
(II)
aufgelistet. Zu diesen Baudenkmälern gibt es auch eine Bildersammlung.
Diese Liste ist eine Teilliste der Liste der Baudenkmäler in Augsburg. Grundlage der Liste ist die Bayerische Denkmalliste, die auf Basis des bayerischen Denkmalschutzgesetzes vom 1. Oktober 1973 erstmals erstellt wurde und seither durch das Bayerische Landesamt für Denkmalpflege geführt und aktualisiert wird. Die folgenden Angaben ersetzen nicht die rechtsverbindliche Auskunft der Denkmalschutzbehörde.

## Einzelbauwerke
| Lage | Objekt                        | Beschreibung | Akten-Nr.                | Bild                      |
| --- | ----------------------------- | --- | ------------------------ | ------------------------- |
| Augustastraße 1 1/2, Augustastraße 1 1/3, Augustastraße 1 1/4, Augustastraße 1 1/5, Bleicherbreite 2 1/2, Bleicherbreite 2 1/3, Bleicherbreite 2 1/4, Bleicherbreite 2 1/5, Donauwörther Straße 155, Donauwörther Straße 155 a, Donauwörther Straße 155 b, Donauwörther Straße 155 c, Eschenhofstraße 34, Eschenhofstraße 34 a, Eschenhofstraße 34 b, Eschenhofstraße 34 c (Standort) | Eschenhof                     | Viergeschossige quadratische Wohnanlage des gemeinnützigen Wohnungsbaus mit zum Innenhof geneigten Pultdächern, Durchgänge in den Mittelachsen des Ost- und Westflügels durch Flacherker und Erhöhung auf fünf Geschosse akzentuiert, an den Ecken zwei Ladeneinbauten, von Otto Holzer, um 1928, in den Binnenstrukturen und Hofansichten durch Modernisierung 2000 stark verändert | D-7-61-000-217 Wikidata  | Eschenhof                 |
| Äußere Uferstraße 49 (Standort) | Ehemalige Direktorenvilla     | Zweigeschossiger Backsteinbau mit Walmdach, Mittel- und Eckrisalit und verputzter Gliederung in spätklassizistischen Formen, von Sebastian Müllegger, um 1880 | D-7-61-000-2 Wikidata    | Ehemalige Direktorenvilla |
| Nähe Donauwörther Straße (Standort) | Grenzstein                    | Bezeichnet 1613 | D-7-61-000-218 Wikidata  | Grenzstein                |
| Talweg 2 (Standort) | Nordfriedhof                  | Alter Kern des Friedhofes Oberhausen (Grabfelder 1 bis 10) und Erweiterung nach Norden entlang des auf die Aussegnungshalle zuführenden Hauptweges, mit Grabdenkmäler des 19./20. Jahrhunderts Friedhofsmauer, teilweise erhaltene rechteckige Ummauerung aus dem 19. Jahrhundert Aussegnungshalle, Blankziegelbau von Otto Holzer und Otto Mauler, bezeichnet 1930                  | D-7-61-000-747 Wikidata  | weitere Bilder            |
| Zirbelstraße 21 (Standort) | Katholische Kirche St. Martin | Dreischiffige Basilika mit eingezogenem Chor und östlicher Zweiturmfassade, von Fritz Kempf, 1933/34, mit Ausstattung | D-7-61-000-1124 Wikidata | weitere Bilder            |